# Plumelec
Plumelec (bretonsky: Pluveleg) je francouzská obec ležící v bretaňském départementu Morbihan. Podle výsledků posledního sčítání lidu z roku 1999 ho obývá 2 337 obyvatel, jimž se říká Méléciennes.
Plumelec je poměrně častou zastávkou Tour de France – roku 1982 zde končila časovka družstev, roku 1985 se zde konal úvodní prolog a v roce 1997 byl do městečka umístěn cíl 3. a start 4. etapy. V červenci 2008 sem Tour zavítá počtvrté, Plumelec je totiž cílem úvodní etapy.